# مارك بادون
مارك بادون (بالأوكرانية: Падун Марк Павлович)‏ (و. 1996  م) هو راكب دراجة هوائية، من أوكرانيا، ولد في دونيتسك.

## سباقات أو مراحل فاز بها
| التاريخ        | السباق                                                         | المركز                                                                  |
| -------------- | -------------------------------------------------------------- | ----------------------------------------------------------------------- |
| 31 مايو 2015   | 2015 Peace Race U23                                            | العاشر في تصنيف النقاط، الثالث في تصنيف الجبال، الثامن في التصنيف العام |
| 01 يناير 2016  | 2016 Giro della Valle d'Aosta                                  |                                                                         |
| 23 يونيو 2016  | سباق الطريق ضد الساعة للرجال تحت 23 سنة في بطولة أوكرانيا 2016 | الفائز في التصنيف العام                                                 |
| 02 أبريل 2017  | تروفيو بانكا بوبولار دي فيتشنزا 2017                           | الفائز في التصنيف العام                                                 |
| 28 مايو 2017   | 2017 Flèche du Sud                                             | الفائز في التصنيف العام                                                 |
| 07 أبريل 2018  | طواف إقليم الباسك 2018                                         | الثاني في تصنيف الجبال                                                  |
| 20 أبريل 2018  | جيرو ديل ترينتينو 2018                                         | الثاني في تصنيف أفضل شاب                                                |
| 17 يونيو 2018  | طواف سويسرا 2018                                               | الثامن في تصنيف أفضل شاب                                                |
| 28 سبتمبر 2018 | سباق الطريق لأقل من 23 سنة في بطولة العالم 2018                | الخامس في التصنيف العام                                                 |
| 28 يوليو 2019  | سباق أدرياتيكي يونيكا 2019                                     | الفائز في التصنيف العام                                                 |
| 06 يونيو 2021  | سباق دوفين للدراجات 2021                                       | الأول في تصنيف الجبال، الثامن في تصنيف أفضل شاب، الثامن في تصنيف النقاط |

## روابط خارجية
- مارك بادون على موقع الاتحاد الدولي للدراجات (الإنجليزية)
- مارك بادون على موقع أرشيف الدراجات (الإنجليزية)
- مارك بادون على موقع إحصائيات الدراجات الإحترافية (الإنجليزية)
- مارك بادون على موقع نسبة الدراجات (الإنجليزية)
- مارك بادون على موقع CycleBase (الإنجليزية)